# Volvaire parasite
Volvariella surrecta
Espèce
Synonymes
- Agaricus surrectus Knapp, 1829 (Basionyme)[1]
- Agaricus loveianus Berk., 1836[1]
- Volvaria loveiana (Berk.) Gillet, 1876[1]
- Volvaria hypopithys subsp. loveiana (Berk.) Konrad & Maubl., 1924[1]
- Volvariopsis loveiana (Berk.) Murrill, 1917[1]
- Volvariopsis loweiana (Berk.) Murrill , 1917[1]

Volvariella surrecta, la Volvaire parasite, est une espèce de champignons Basidiomycètes de la famille des Plutéacées et du genre Volvariella. Bien que rare, cette espèce est largement répandue au sein des écozones paléarctique et néarctique. Il s'agit d'un mycoparasite obligatoire dont l'hôte principal est le Clitocybe nébuleux. 

## Description
Volvariella surrecta a un chapeau de 15 à 50 mm de diamètre voire exceptionnellement 80 mm, globuleux au début, puis hémisphérique à convexe et enfin aplani et mamelonné l'âge venant. Sa cuticule, visqueuse par temps humide, d'abord gris blanc et ornée de fines fibrilles radiales, vire ensuite au gris clair sale avec parfois des reflets roses. Sa marge est aiguë et un peu débordante. Sa chair est blanche, virant au gris sur quelques zones lors d'une coupe. Les lamelles, larges et libres, d'abord blanches puis prenant la teinte rose pâle des spores. Le pied, recouvert de fibrilles longitudinales blanches et mesurant de 30 à 80mm de haut pour 4 à 10 mm de large, est cylindrique, plein au début, se creusant avec l'âge. Bulbeux à la base, il est inséré dans une volve lobée blanchâtre. Ce champignon a une odeur douce et une saveur à l'avenant,.
Les spores sont elliptiques, lisses et colorées de jaune pâle. Elle mesurent de 5,1 à 6,5 μm de long pour 3,1 à 4 μm de large. La sporée est brun rougeâtre. Les basides cylindriques et porteuses de quatre spores sont clavées et mesurent de 20 à 30 μm de long pour 6 à 8 μm de large. Des cystides sont présentes sur les arêtes des lamelles (cheilocystides); en forme de fuseau et becquées, elles mesurent de 35 à 75 μm de long pour 7 à 20 μm de large. Des cystides semblables et peu nombreuses, parfois un peu plus clavées, sont également présentes sur les faces des lamelles (pleurocystides) ; elles mesurent de 45 à 65 μm de long pour 10 à 32 μm de large. La cuticule est formée d'hyphes parallèles, couchées ou dressées et larges de 5 à 10 μm,.

## Confusions possibles
V. surrecta partage avec le genre Volvariella, l'absence d'anneau, la présence de volve et une sporée rose à rougeâtre. Elle se distingue principalement par sa biologie. Si son hôte est trop dégradé pour être visible, il est possible de la confondre avec la Volvaire plumeuse (V. hypopithys), dont le pied est couvert de cystides dressées et la Volvaire naine (V. pusilla), dont la distinction se fait en comparant la taille des spores, mesurant chez cette dernière de 4,5 à 5,5 μm de large.

## Habitat et répartition
Volvariella surrecta est représentée par des champignons se développant en groupes denses parfois attachés à la base sur des sporophores pourrissants d'Agaricales principalement de Clitocybe nebularis. Beaucoup plus rarement, cette espèce est également mycoparasite de Clitocybe clavipes ainsi que de certains Tricholoma.
Cette espèce se rencontre de la fin de l'été à la fin de l'automne. Généralement rare à très rare, elle se trouve sur l'ensemble de l'hémisphère Nord. Néanmoins, elle peut être relativement fréquente sur les stations où elle est présente. En Europe, elle est présente en Grande-Bretagne, aux Pays-Bas, en Belgique, en France, en Espagne, en Italie (dont la Sicile et la Sardaigne), en Norvège, Suède et Finlande, au Danemark, en Allemagne, en Suisse, en République Tchèque, en Hongrie, en Roumanie, en Slovénie, en Slovaquie, en Estonie, en Ukraine et en Russie.

Volvariella surrecta, la Volvaire parasite
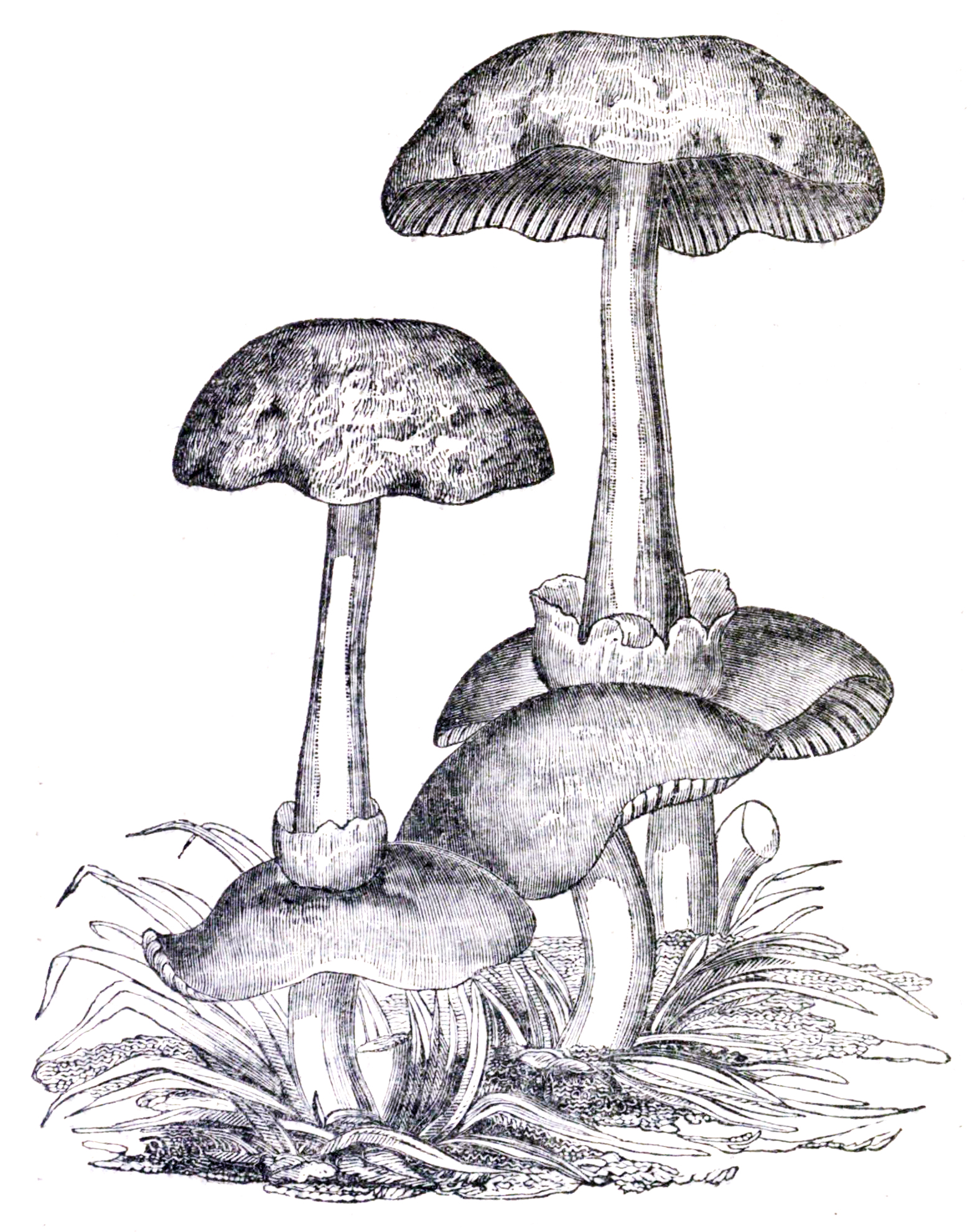
Sur Clitocybe nebularis.
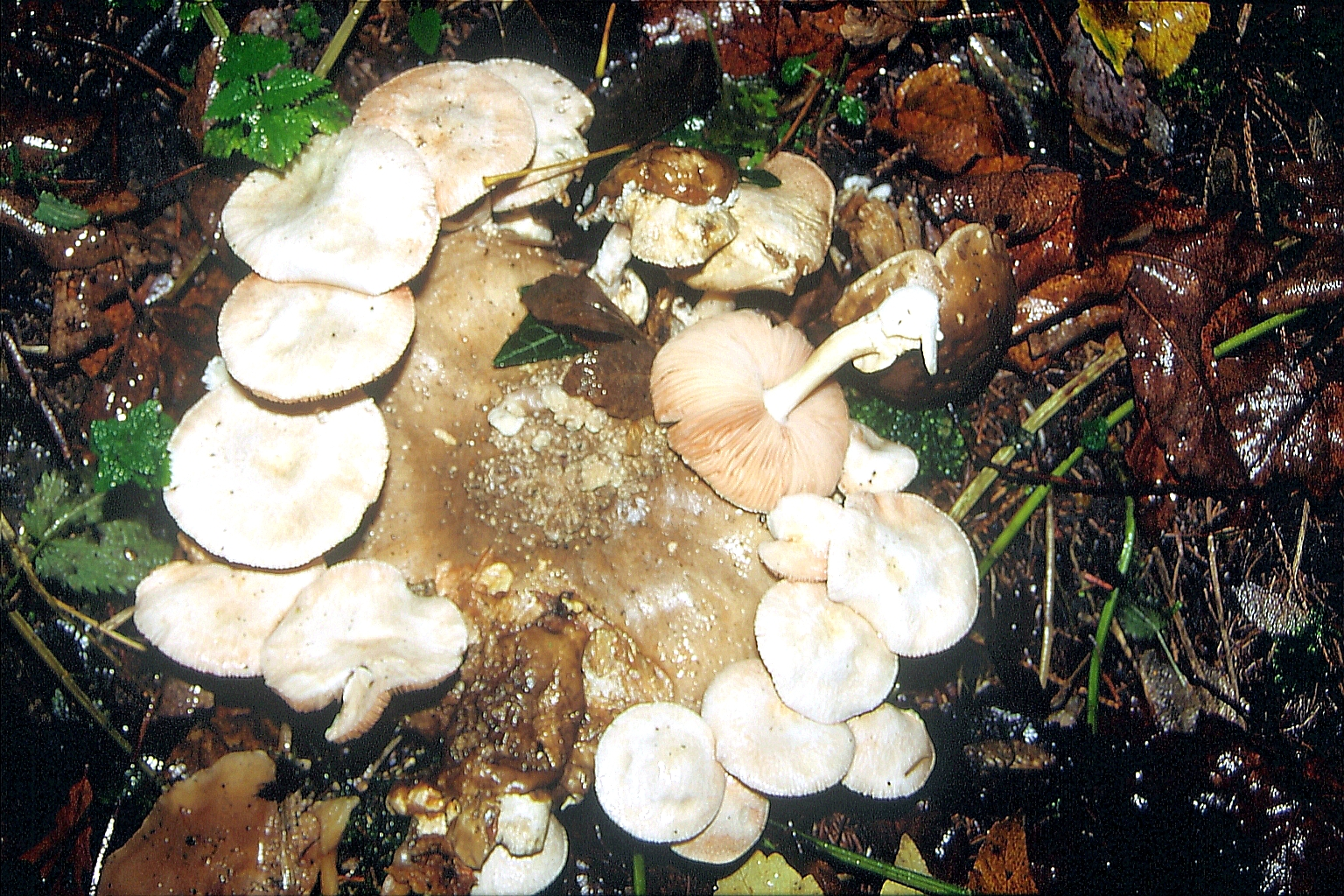
Sur Clitocybe nebularis, Allemagne.
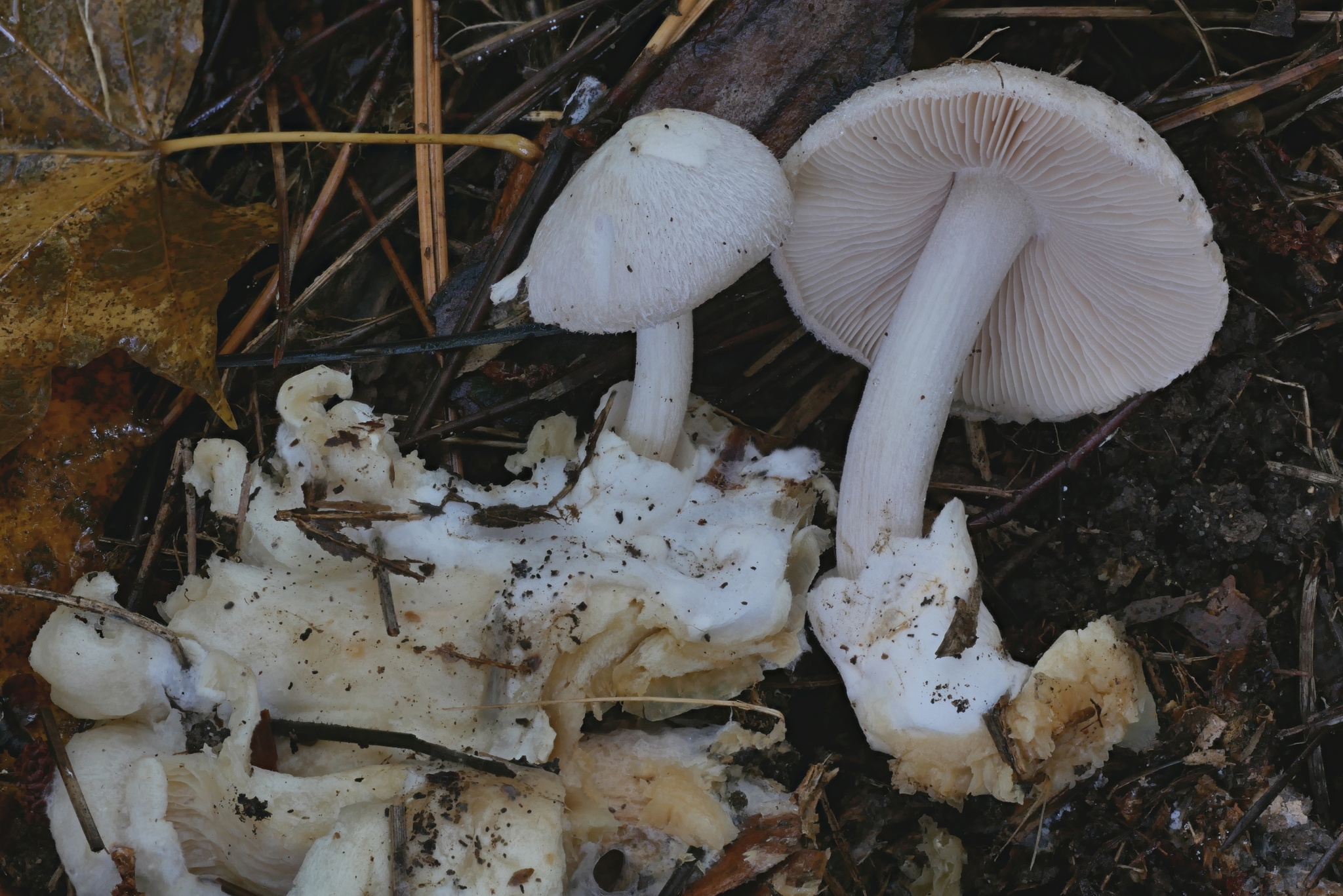
Indiana, USA.
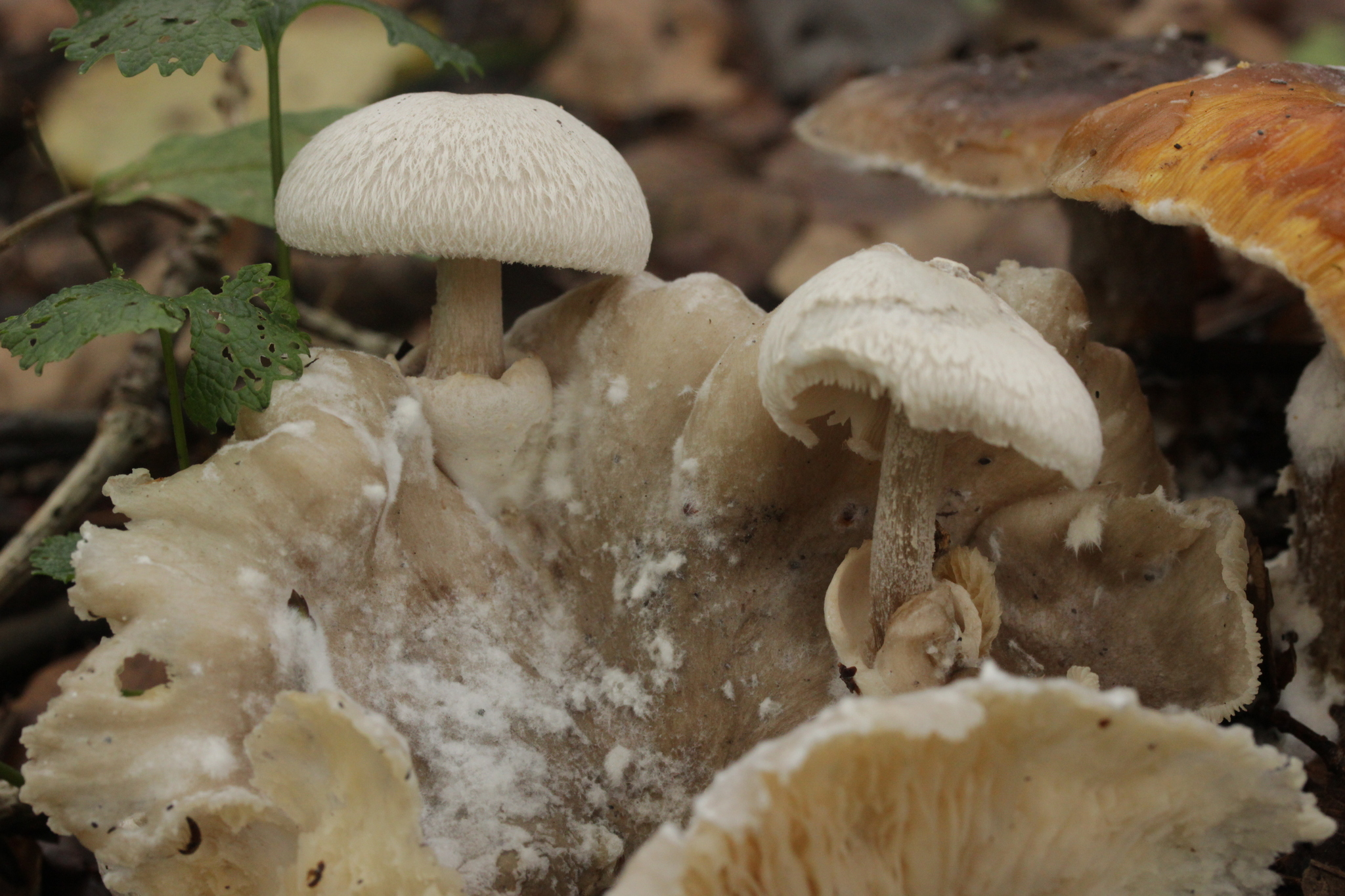
Gladbeck, Allemagne.
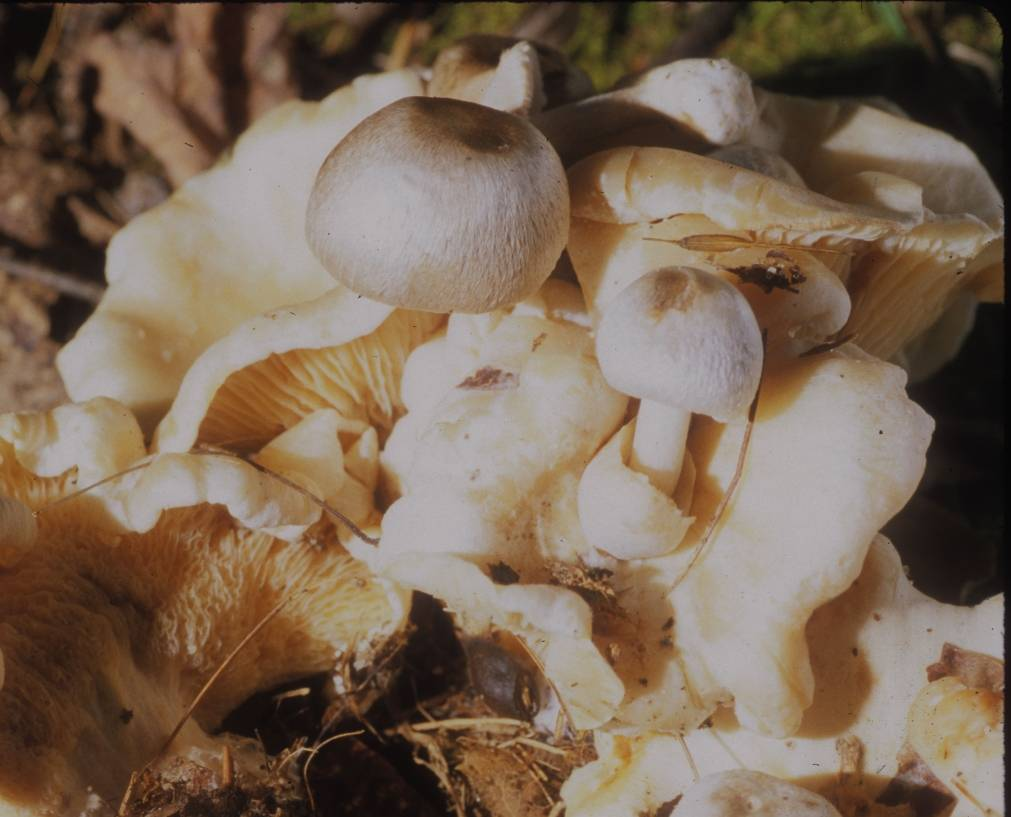
Jeunes Volvariella surrecta (Pennsylvanie, USA).

## Référence
1. 1 2 3 4 5 6  V. Robert, G. Stegehuis and J. Stalpers. 2005. The MycoBank engine and related databases. https://www.mycobank.org/, consulté le  30 octobre 2020.
2. 1 2 3 4  Guillaume Eyssartier et Pierre Roux, Guide des champignons France et Europe, Paris, Belin, septembre 2017 (4e édition), 1152 p. (ISBN 9782410010428).
3. 1 2 3 4  J. Breitenbach et F. Kranzlin (Société de Mycologie de Lucerne) Dr. Jean Keller (traduction française), Champignons de Suisse, Contribution à la connaissance de la flore fongique de Suisse - Tome 4 Champignons à lames 2ème partie, Lucerne, Edition Mykologia Lucerne, 1995, 371 p. (ISBN 3-85604-140-0).
4. ↑  Régis Courtecuisse (textes), Bernard Duhem (illustrations), Guide des champignons de France et d'Europe - 1752 espèces décrites et illustrées, Paris, Delachaux et Niestlé, août 2011, 544 p. (ISBN 978-2-603-01691-6).